# دونكان ماكلويد
دونكان ماكلويد (بالإنجليزية: Duncan MacLeod)‏ هو لاعب كرة قدم بريطاني في مركز الوسط، ولد في 23 مايو 1949 في Tobermory, Mull ‏ في المملكة المتحدة. لعب مع نادي ساوثهامبتون.